# Amphisbaena crisae
Espèce
Amphisbaena crisae est une espèce d'amphisbènes de la famille des Amphisbaenidae.

## Répartition
Cette espèce est endémique du Mato Grosso au Brésil. 

## Publication originale
- Vanzolini, 1997 : The silvestrii species group of Amphisbaena, with the description of two new Brasilian species (Reptilia: Amphisbaenia). Papéis Avulsos de Zoologia, Sao Paulo, vol. 40, n. 3, p. 65-85.